# ТЕС Рабіг (Saudi Electricity)
22°39′54″ пн. ш. 39°1′56″ сх. д. / 22.66500° пн. ш. 39.03222° сх. д.
ТЕС Рабіг (Saudi Electricity) — теплова електростанція на західному узбережжі Саудівської Аравії, що належить Saudi Electricity Company.
З моменту свого заснування електроенергетичний майданчик пройшов через численні етапи розширення і станом на початок 2020-х років складався з наступних черг:
- перша, що стала до ладу в 1985-му, має чотири парові турбіни потужністю по 260 МВт;
- друга, введена в експлуатацію у 1990 – 1993 роках, складається з двох парогазових блоків потужністю по 348 МВт, у кожному з яких чотири газові турбіни потужністю по 55 МВт живлять через відповідну кількість котлів-утилізаторів одну парову турбіну з показником 128 МВт;
- третя, яка почала роботу в 1995-му із двома паровими турбінами потужністю по 266 МВт;
- четверта, що стала до ладу в 1997-му та має один парогазовий блок потужністю 384 МВт, в якому чотири газові турбіни потужністю по 61 МВт живлять через відповідну кількість котлів-утилізаторів одну парову турбіну з показником 140 МВт;
- п’ята, яку ввели в експлуатацію у 2009-му із шістнадцятьма встановленими на роботу у відкритому циклі газовими турбінами потужністю по 72 МВт; 
- сьома (за номером проекту), що стала до ладу в 2010-му із дванадцятьма встановленими на роботу у відкритому циклі газовими турбінами потужністю по 72 МВт; 
- шоста, що почала роботу в 2014-му із чотирма паровими турбінами потужністю по 750 МВт.
Таким чином, станом на середину 2010-х загальна потужність семи черг майданчику досягнула 7668 МВт.
Всі черги станції наразі споживають нафту чи нафтопродукти. 
Для охолодження використовується морська вода.
Видача електроенергії відбувається по ЛЕП, що працюють під напругою до 380 кВ.